# Le Bosc (Ariège)
Le Bosc é uma comuna francesa na região administrativa de Occitânia, no departamento de Ariège.